# مکان‌های اقامتی

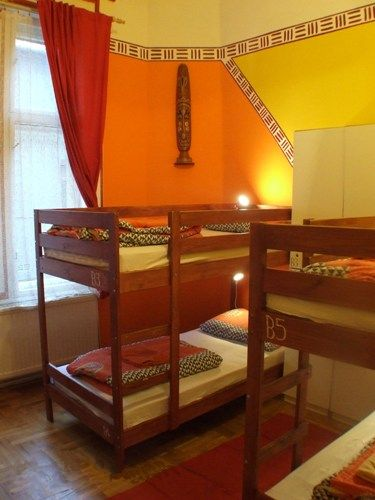
مکان اقامتی

مکان اقامتی به مجموعه‌ای از ساختمان‌های گوناگون گفته می‌شود که برای اجاره کوتاه مدت آماده‌سازی شده‌اند. اتاق کرایه ای بیشتر مورد استفاده مسافران قرار می‌گیرند. هتل از شناخته شده‌ترین مکان‌های اقامتی مسافرتی به حساب می‌آید. در گذشته کاروانسراها به صورت سنتی مکان‌های اقامتی به حساب می‌آمدند. گونه‌ای دیگر از مکان‌های اجاره‌ای برای اقامت طولانی‌تر افراد طراحی شده‌اند. آسایشگاه و خوابگاه و مسافرخانه از این دسته‌اند. اگرچه بیشتر مکان‌های اقامتی جنبه تفریحی یا اقامت اختیاری دارند اما برخی مانند بیمارستان و زندان کاربردهای خاص دارند. 

## مکان‌های اقامتی عمومی
- آسایشگاه
- بد اند برک‌فست
- خوابگاه
- زائرسرا
- رزورت
- شبانه‌روزی
- کمپینگ کاروان
- مُتِل
- مسافرخانه
- مهمانپذیر
- مهمانسرا
- ویلا
- هتل
- هتل آپارتمان

## مکان‌های اقامتی خاص
- خانه عالم
- صومعه